# Kledinghanger

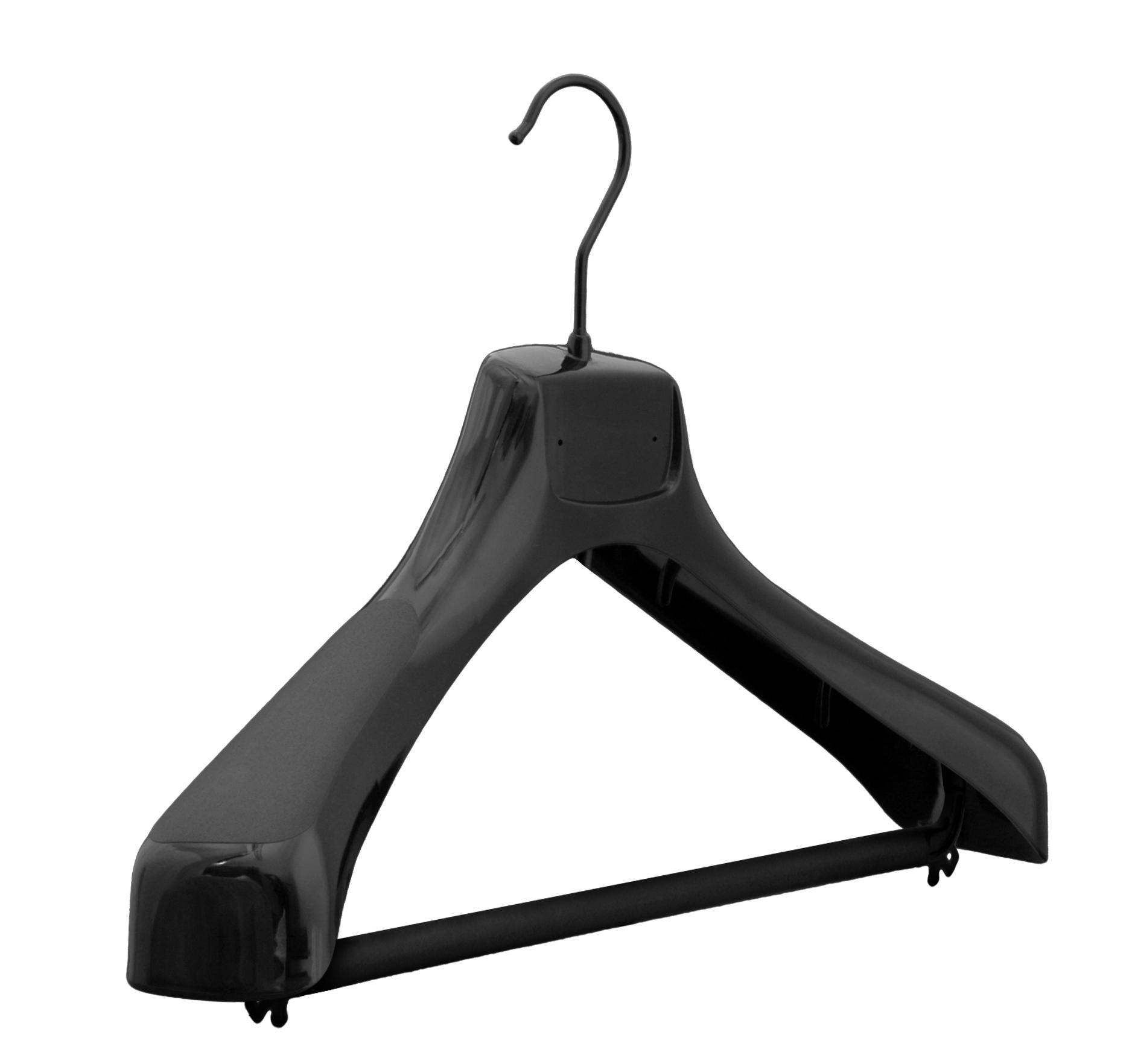
Kledinghanger

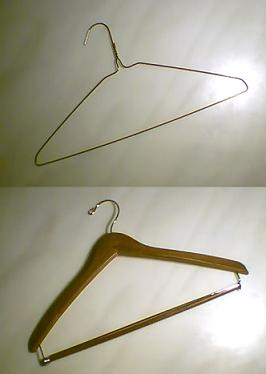
Kledinghangers van draad en hout

Een kledinghanger, klerenhanger, kleerhanger of knaapje is een stuk hout, metaal of kunststof, meestal in de vorm van de menselijke schouders en heeft een haak aan de bovenzijde. De hanger kan ook voorzien zijn van een dwarslat, de zogenaamde broekenstang.

## Functie
Een kledinghanger wordt gebruikt om kleding op te hangen in een kast of in schappen in een winkel.
Bij standaard kledinghangers moet je eerst de halsopening uitrekken, hierdoor kost het veel moeite om de kleren er af en op te doen.
Lange tijd geleden waren er ook heel hoge kledingkasten en garderobes. In die hoge kasten hingen kledinghangers op lange stokken.
De kledinghangers heten toen kapstok. Je kon die lange stok met daarop de hanger uit de kast halen en je jas of vest op die kledinghanger plaatsen en met stok en al in de kast ophangen. Het haakje van die kapstok paste precies om de stang boven in die hoge kledingkast. In veel scholen zie je in de gangen vaak kapstokken voor de kinderen met daarbij een zogenaamde kapstoktegel. Dan weet je later precies waar jouw jasje of schooltas hangt.

## Vormen
Er zijn ook speciaal gevormde kledinghangers voor broeken, deze hebben meestal een rechte vorm en een klemmechanisme.

## Uitvinding
Het is niet geheel duidelijk wie de uitvinder is geweest van de kleerhanger. Verschillende bronnen noemen verschillende mensen, zoals Rosalie Carwink en Thomas Jefferson.

De kleerhanger met een broekenstang is een uitvinding van Elmer D. Rogers.

## Trivia
- In het sterrenbeeld Vosje staat een asterisme met de naam Collinder 399 (Brocchi's cluster / 4-5 Vulpeculae Cluster) die de vorm van een kleerhanger heeft (The Coathanger).

## Afbeeldingen

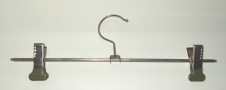
Een broekhanger
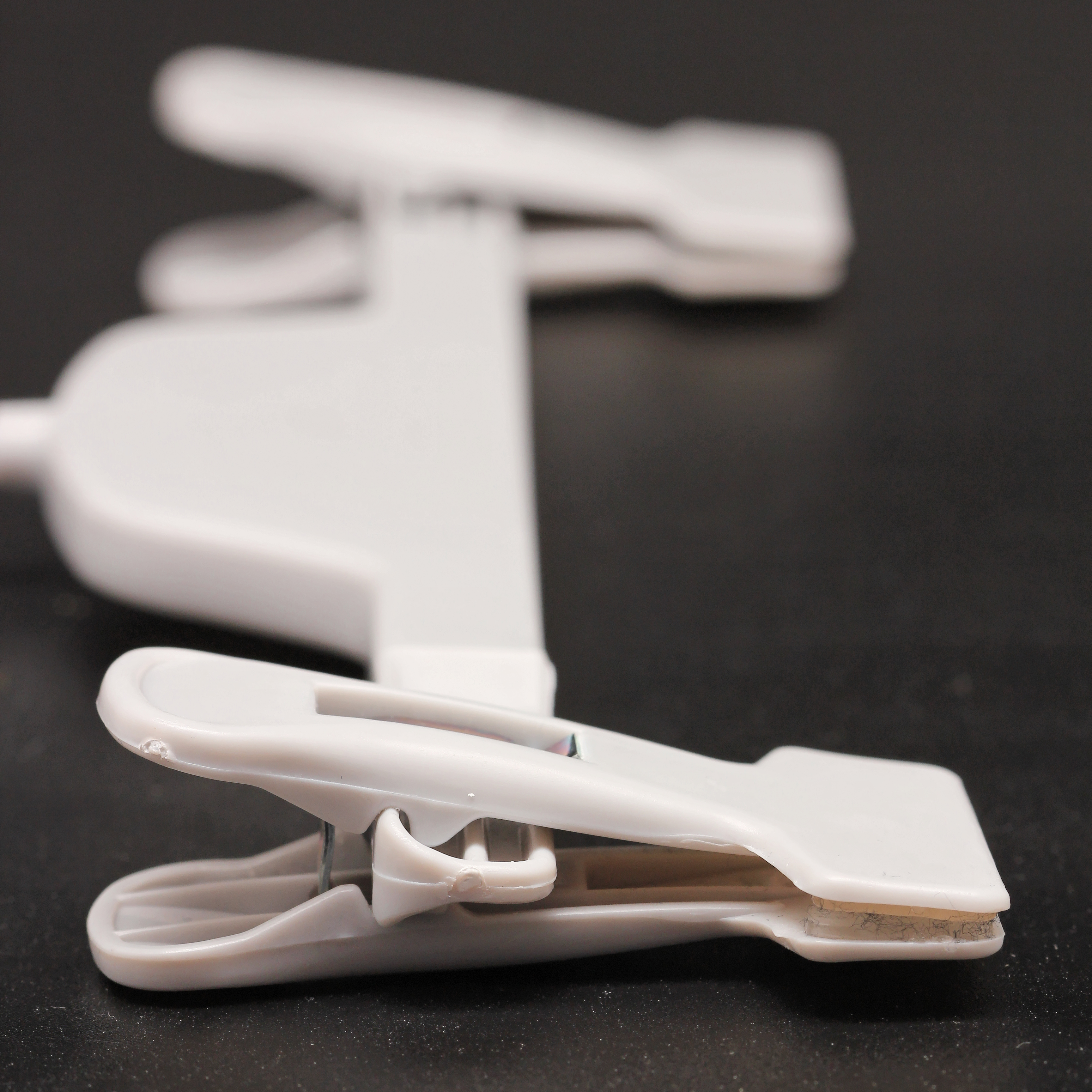
Detail van een broekhanger
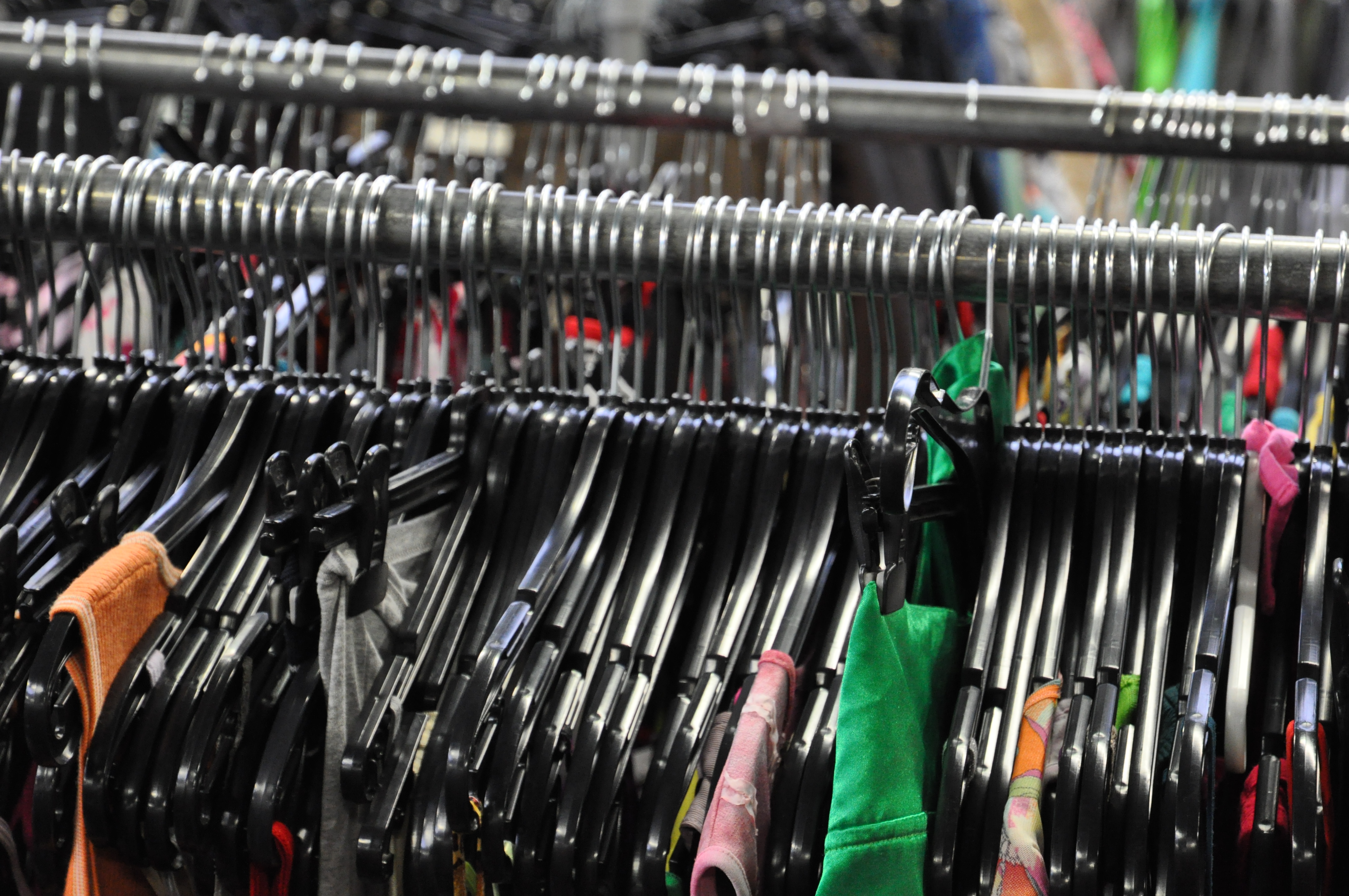
Rekken met kledinghangers